# 汪文华
汪文华（？—），女，河北保定人，中国中央电视台前节目主持人。

## 生平
汪文华出生在河北省保定市。
1974年，汪文华加入中国人民解放军武汉军区空军政治部文工团，担任话剧演员和报幕员，后来考取空军政治部文工团。
1982年，汪文华担任中国中央电视台节目主持人，同时兼任中国共产党中央纪律检查委员会纪检员。
1991年，汪文华正式调入中国中央电视台，担任节目主持人。

## 作品
- 《曲苑杂坛》
- 《电视书场》

## 奖项
2003年，汪文华荣获年度“优秀播音员主持人”。